# Камерун на летних юношеских Олимпийских играх 2014
Камерун на летних юношеских Олимпийских играх 2014, проходивших в китайском Нанкине с 16 по 28 августа, был представлен тремя спортсменами в трёх видах спорта.

## Состав и результаты

### Лёгкая атлетика
Камерун представлял один спортсмена.
Легенда: Q — финал А (медальный), qB — финал B (без медалей), qC — финал С (без медалей), qD — финал D (без медалей), qE — финал E (без медалей).

#### Девушки
| Спортсмен   | Дисциплина  | Предварительный раунд | Предварительный раунд | Финал     | Финал |
| Спортсмен   | Дисциплина  | Результат             | Место                 | Результат | Место |
| ----------- | ----------- | --------------------- | --------------------- | --------- | ----- |
| Карин Татах | 3000 метров | 10:34,86              | 18 qB                 | DNS       | DNS   |

### Плавание
Камерун представлял один пловец.

#### Юноши
| Спортсмен              | Дисциплина               | Предварительный заплыв | Предварительный заплыв | Полуфинал            | Полуфинал            | Финал                | Финал                |
| Спортсмен              | Дисциплина               | Время                  | Место                  | Время                | Место                | Время                | Место                |
| ---------------------- | ------------------------ | ---------------------- | ---------------------- | -------------------- | -------------------- | -------------------- | -------------------- |
| Фабрике Гуэдия Зеутсоп | 50 метров вольным стилем | 32,17                  | 50                     | Завершил выступление | Завершил выступление | Завершил выступление | Завершил выступление |
| Фабрике Гуэдия Зеутсоп | 50 метров брассом        | 40,01                  | 37                     | Завершил выступление | Завершил выступление | Завершил выступление | Завершил выступление |

### Тхэквондо
По усмотрению организаторов Камеруну был дан допуск к соревнованиям по тхэквондо.

#### Девушки
| Спортсмен             | Весовая категория | 1/8 финала                        | Четвертьфинал         | Полуфинал             | Финал                 | Место |
| Спортсмен             | Весовая категория | Соперник Результат                | Соперник Результат    | Соперник Результат    | Соперник Результат    | Место |
| --------------------- | ----------------- | --------------------------------- | --------------------- | --------------------- | --------------------- | ----- |
| Орнелла Нгасса Сокенг | До 63 кг          | Кимия Ализаде Зенурин Иран П 0—23 | Завершила выступление | Завершила выступление | Завершила выступление | 9     |